# Новото гробище над Сливница (паметник)
 Тази статия е за паметника.  За стихотворението вижте Новото гробище над Сливница.  
„Новото гробище над Сливница“ е кръст-паметник, разположен югозападно от град Сливница в местността „Длъгшан“.
Кръстът е издигнат в памет на загиналите български и сръбски войници от Сръбско-българската война през 5 – 7 ноември 1885 г.
От това място Иван Вазов е наблюдавал първите дни на войната и така му идва вдъхновението да напише стихотворението „Новото гробище над Сливница“.

## Описание
Кръст-паметникът е с височина 6 метра и е открит и осветен на 1 юни 2010 г. по повод 125 години от Сръбско-българската война. В близост до него се намира огромно парче скала, на което е поставена мраморна плоча с цитат от стихотворението на Иван Вазов:
| „                                               | Вий братски се прегърнахте, легнахте. И „Лека нощъ!“ на вѣки си казахте – До втората трѫба. | “ |
| Ив. Вазовъ „Новото гробище надъ Сливница“. 1885 |                                                                                             |   |

Идеята за изграждането на паметника е на Светолик Милчич.